# Lliga Catòlica (1609)

Senyera de la Lliga catòlica

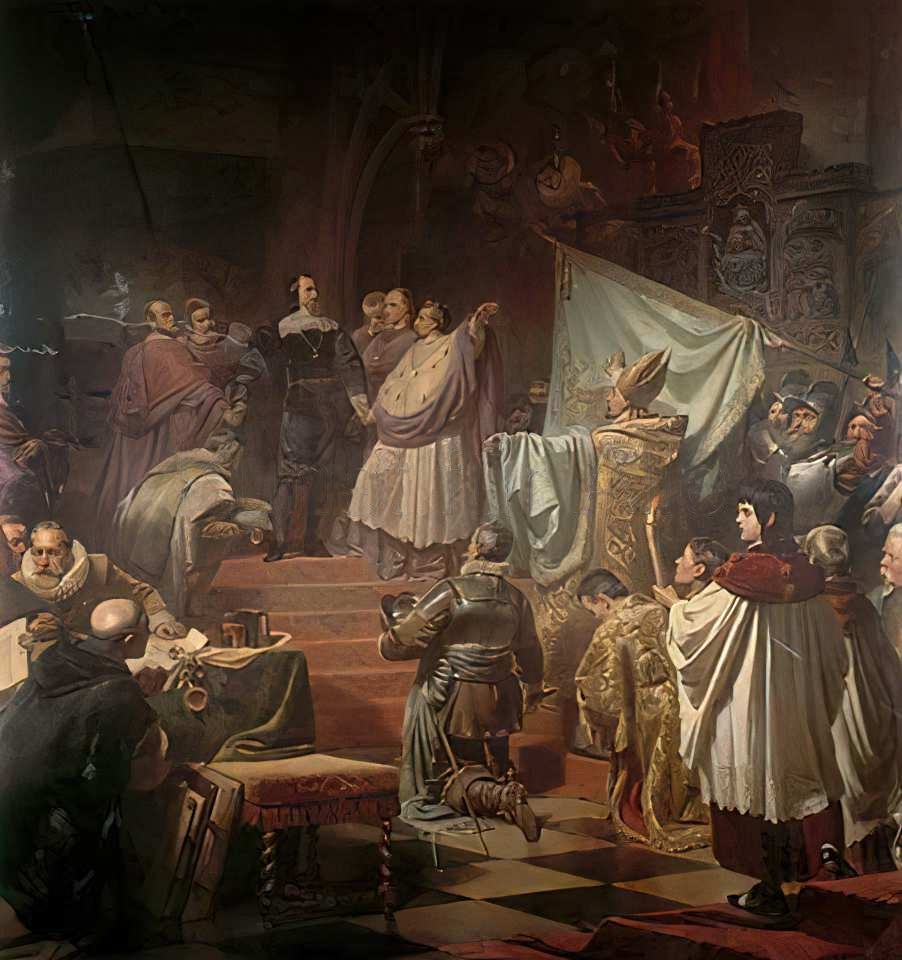
La fundació de la Lliga Catòlica, pintura de Carl Theodor von Piloty del 1870

La Lliga Catòlica de 1609 va ser una aliança militar dels estats imperials catòlics del Sacre Imperi Romanogermànic que va crear-se el 1609 en el marc de la Guerra dels Trenta Anys.

## Història
La lliga era la resposta a la Unió Protestant que va crear-se el 1608 en reacció al procés contra Donauwörth. Aquesta aliança de luterans i de calvinistes va suscitar la reacció de Maximilià I de Baviera per un període de nou anys per a defensar la causa catòlica. La reunió de fundació va celebrar-se del 3 al 10 de juliol de 1609 a Múnic.
Les tropes de la lliga van contribuir als inicis de la Guerra dels Trenta Anys a les victòries del front catòlic-imperial. Així van batre el 1620 l'exèrcit de Bohèmia a la batalla de la Muntanya Blanca. Amb l'ajut de les tropes castellanes la lliga va conquerir el Palatinat i va continuar cap al nord d'Alemanya. El 1626 van batre l'exèrcit del rei danès Cristià IV a la batalla de Lutter.
Després de la Pau de Praga el 1635 la lliga va ser dissolta.

## Membres
| Membres fundadors (1609)    | membres ulteriors        |
| --------------------------- | ------------------------ |
| Ducat de Baviera            | Arquebisbat de Colònia   |
| Bisbat de Würzburg          | Arquebisbat de Magúncia  |
| Bisbat de Konstanz          | Arquebisbat de Trèveris  |
| Bisbat d'Augsburg           | Bisbat de Bamberg        |
| Bisbat de Passau            | Bisbat d'Espira          |
| Bisbat de Regensburg        | Arquebisbat d'Estrasburg |
| Principat bisbal de Kempten | Bisbat de Worms          |
| Prebosteria d'Ellwangen     | altres Abadies imperials |

## Persones prominents de la lliga catòlica

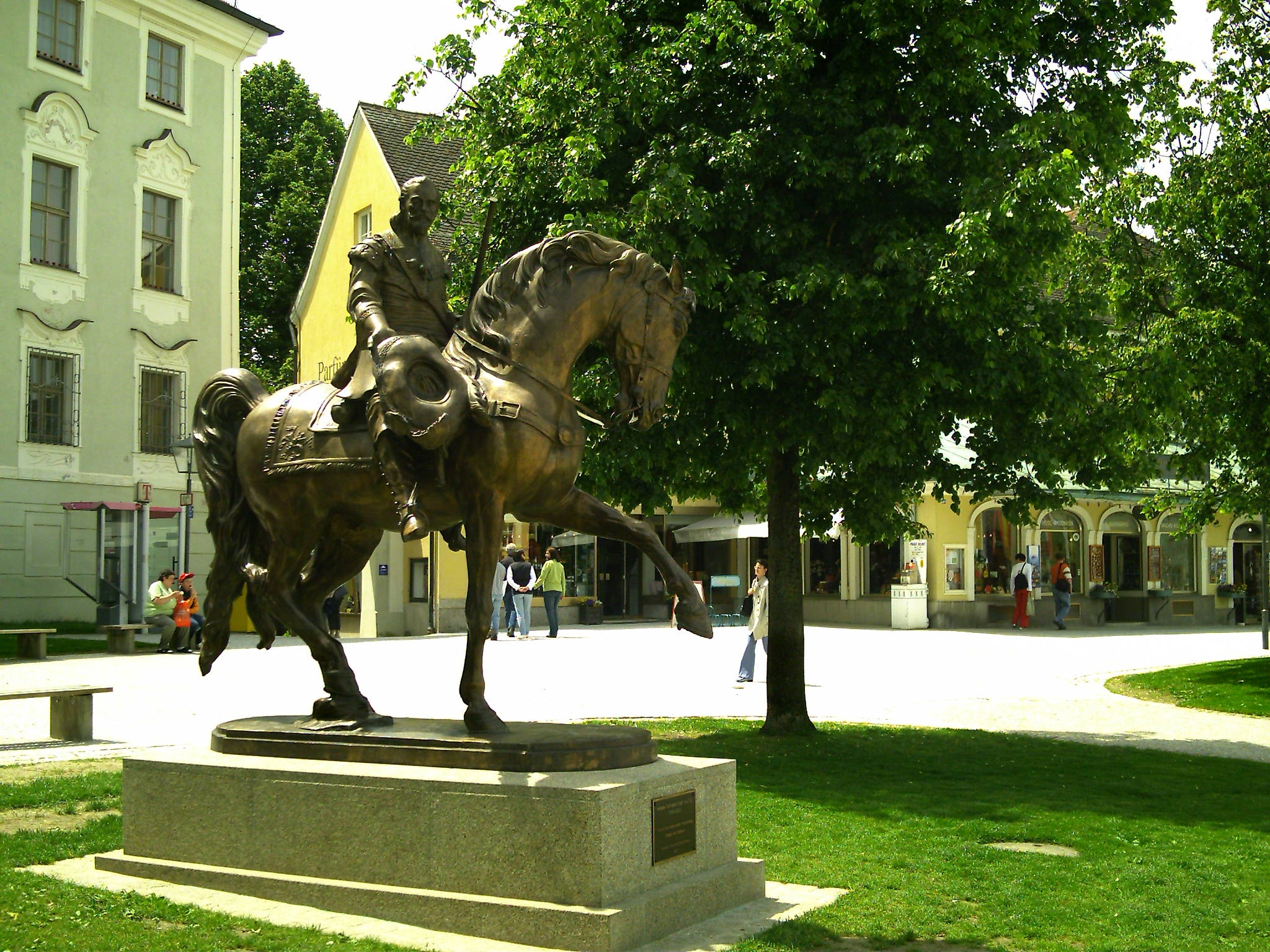
Monument de Tilly a Altötting a Baviera

- Joan d'Aldringen (1588–1634), militar
- Tommaso Caracciolo (1572–1631), militar
- Egon VIII de Fürstenberg-Heiligenberg (1588–1635), militar bavarès
- Gottfried Heinrich Graf zu Pappenheim (1594–1632), militar
- Joan t'Serclaes de Tilly (1559–1632), general
- Wolfgang von Hausen (1553–1613), bisbe de Regensburg
- Alexandre II de Velen (1599–1675), Kaiserlicher Feldmarschall der katholischen Liga
- Franz de Mercy (1590?–1645), general
- Godofreu Huyn de Geleen (1598–1657), general
- Joan de Werth (1591–1652), general
- Joan de Sporck (1600–1679), general bavarès i imperial
- Albert de Wallenstein (1583–1634), militar